# Hochfelden (Bas-Rhin)

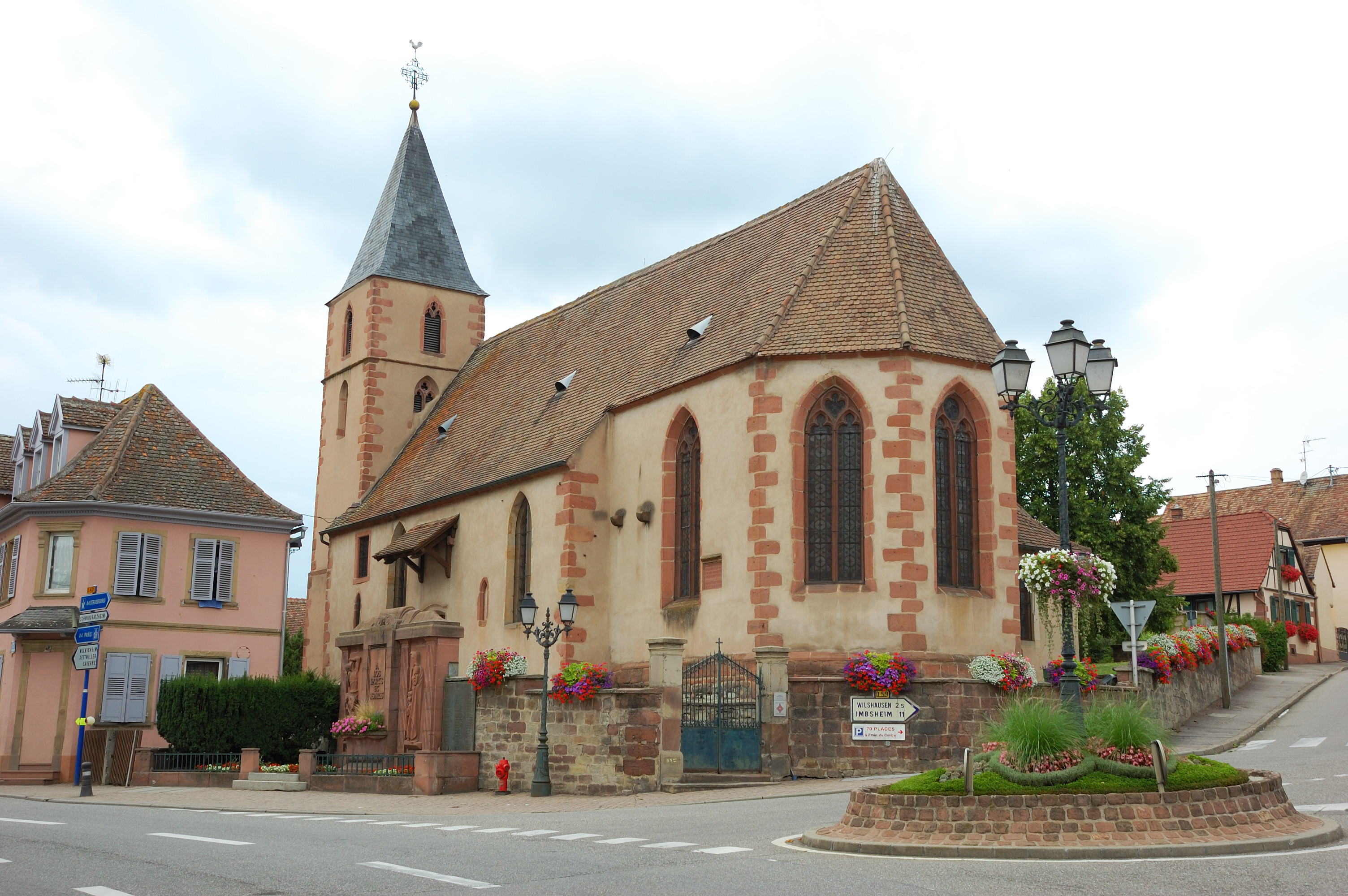
Gotische Wallfahrtskapelle St. Wendelin

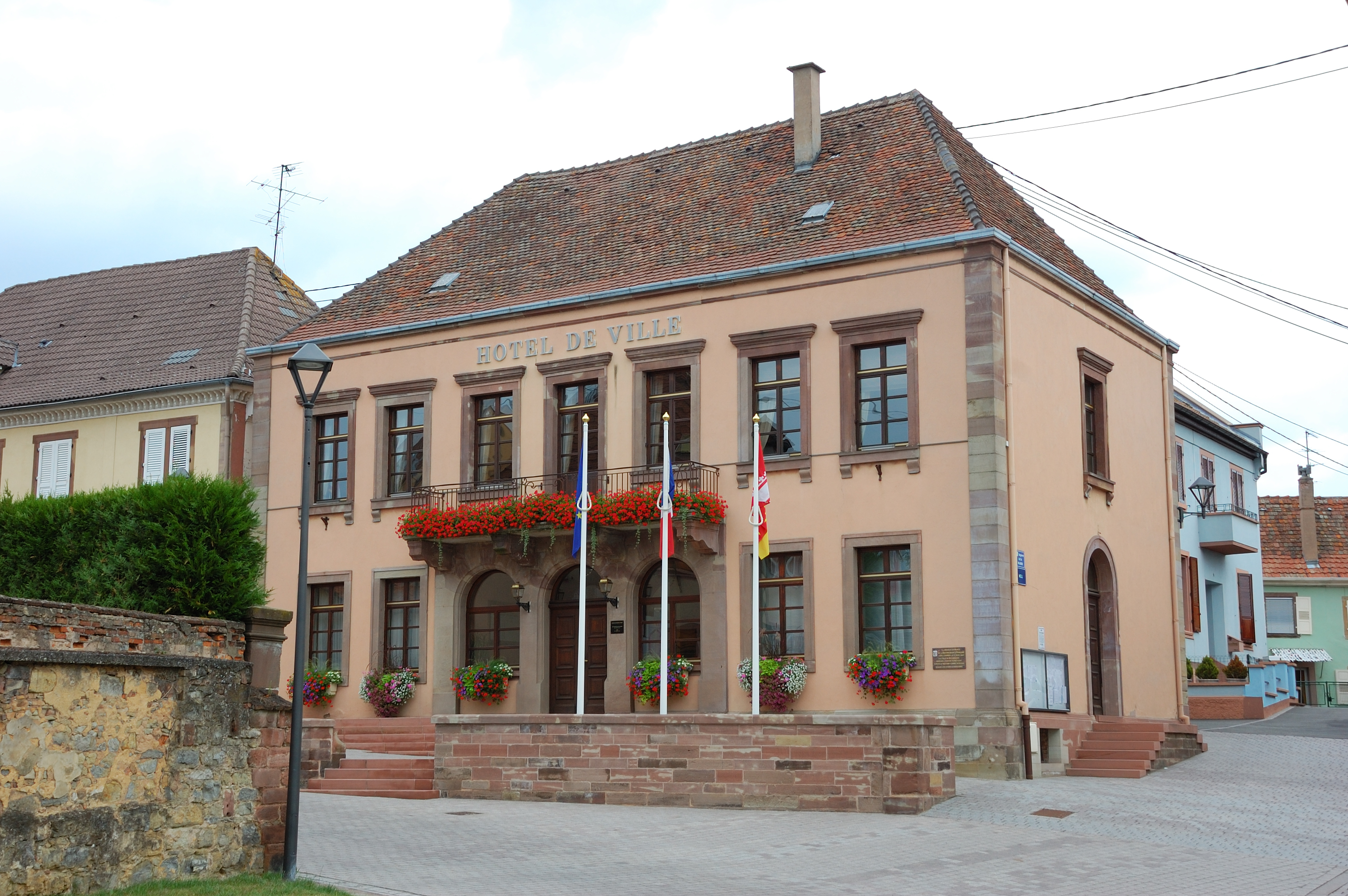
Rathaus (Hôtel de ville)

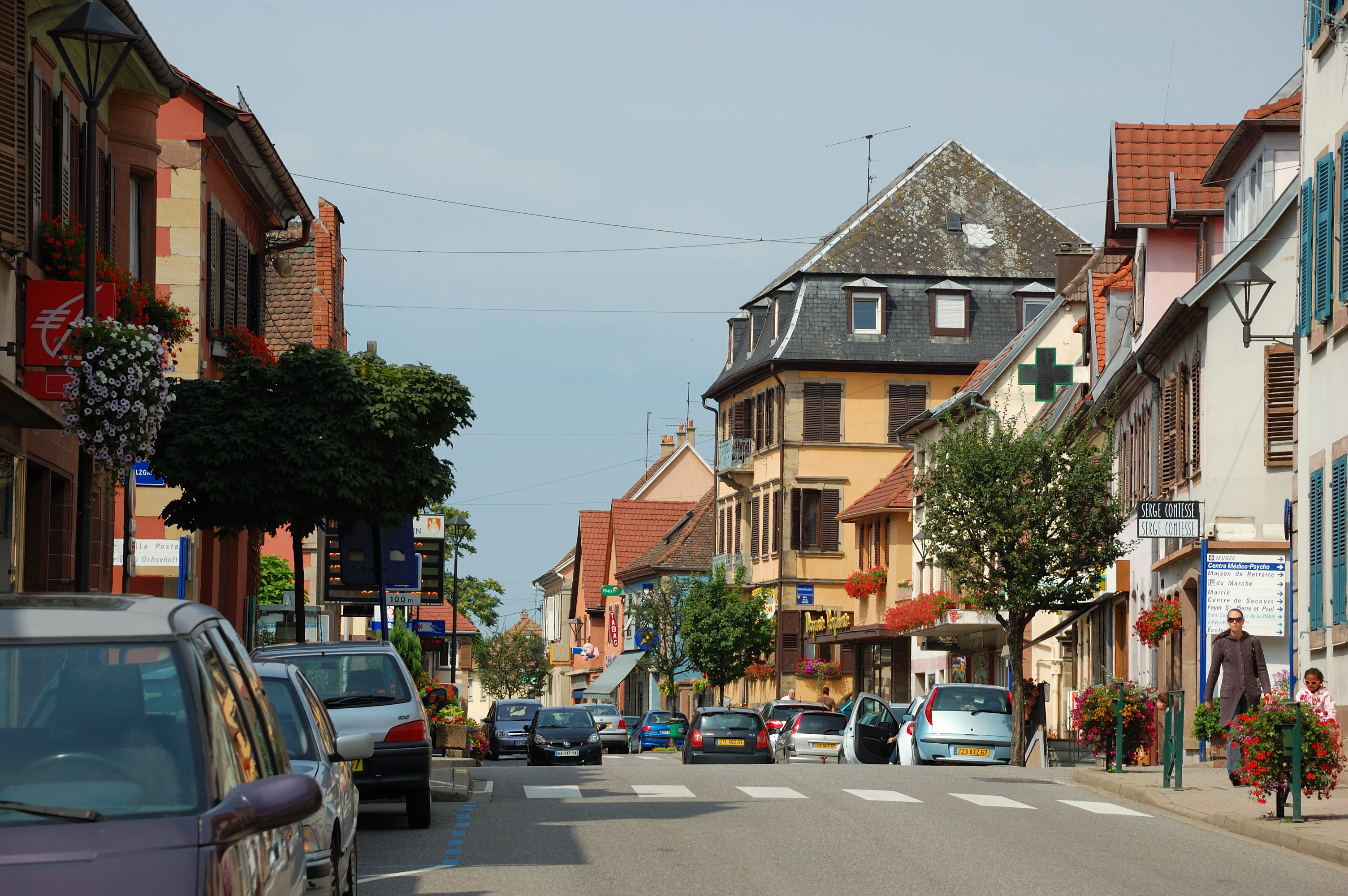
Verkehrsader Rue du général Lebocq

Hochfelden ist eine französische Gemeinde mit 4042 Einwohnern (Stand 1. Januar 2021) im Département Bas-Rhin in der Region Grand Est (bis 2015 Elsass). Sie ist Verwaltungssitz der Communauté de communes du Pays de la Zorn. Am 1. Januar 2015 wechselte die Gemeinde vom Arrondissement Strasbourg-Campagne zum Arrondissement Saverne.

## Geschichte
Hochfelden wird das erste Mal erwähnt im Jahr 816 unter dem Namen Hocfeldis. Später finden sich auch die Schreibweisen Hoffelden und Hochfeld.
Bis zur Verbannung der Juden 1940 nach Südfrankreich besaß Hochfelden eine jüdische Gemeinde. Seit 1841 gab es in Hochfelden eine Synagoge. Damals zählte die Gemeinde über 200 Mitglieder. Während der deutschen Besatzungszeit wurden etwa dreißig ehemalige jüdische Einwohner Opfer der Endlösung.
Am 13. Juli 1941, dem Vorabend des französischen Nationalfeiertages, demonstrierten etwa 200 junge Leute gegen die Besatzung durch das nationalsozialistische Deutschland, indem sie demonstrativ unter Absingen der Marseillaise vor der französischen Nationalflagge defilierten. In den folgenden Tagen wurden 108 von ihnen durch die Gestapo verhaftet und in das Sicherungslager Vorbruck-Schirmeck gebracht.
Am 1. Januar 2017 wurde die Gemeinde Schaffhouse-sur-Zorn nach Hochfelden eingegliedert.

## Bevölkerungsverteilung und -fortschreibung
| Ortsteil             | ehemaliger INSEE-Code | Fläche (km²) | Höhenlage (m) | Einwohnerzahlen (Census) | Einwohnerzahlen (Census) | Einwohnerzahlen (Census) | Einwohnerzahlen (Census) | Einwohnerzahlen (Census) | Einwohnerzahlen (Census) | Einwohnerzahlen (Census) | Einwohnerzahlen (Census) | Einwohnerzahlen (Census) | Einwohnerzahlen (Census) | Einwohnerzahlen (Census) |
| Ortsteil             | ehemaliger INSEE-Code | Fläche (km²) | Höhenlage (m) | 1962                     | 1968                     | 1975                     | 1982                     | 1990                     | 1999                     | 2006 1                   | 2008 2                   | 2011 1                   | 2013 2                   | 2016 3                   |
| -------------------- | --------------------- | ------------ | ------------- | ------------------------ | ------------------------ | ------------------------ | ------------------------ | ------------------------ | ------------------------ | ------------------------ | ------------------------ | ------------------------ | ------------------------ | ------------------------ |
| Hochfelden           | 67202                 | 12,09        | 155–222       | 2755                     | 2895                     | 2942                     | 2877                     | 2781                     | 2944                     | 3036                     | 3195                     | 3453                     | 3516                     | 3552                     |
| Schaffhouse-sur-Zorn | 67439                 | 3,67         | 158–214       | 291                      | 270                      | 249                      | 307                      | 307                      | 349                      | 383                      | 393                      | 392                      | 405                      | 406                      |
| Hochfelden           | 67202                 | 15,76        |               | 3046                     | 3165                     | 3191                     | 3184                     | 3088                     | 3293                     | 3419                     | 3588                     | 3845                     | 3921                     | 3958                     |

RP: Recensement de la population (Volkszählung, Census)

Die (Gesamt-)Einwohnerzahlen der Gemeinde Hochfelden wurden durch Addition der einzelnen Ortsteile, d. h. der ehemaligen selbständigen Gemeinden ermittelt.

## Wappen
Das Wappen zeigt den heiligen Petrus mit seinen Insignien Schlüssel und Buch.

## Wirtschaft
In Hochfelden wird seit 870 Bier gebraut. Die lokale Familienbrauerei Meteor betreibt eine Bierstube und ein Museum. Es werden Führungen angeboten.
Die Rohrbach Mülldeponie ist mit Lindan stark verseucht und muss vom Staat überwacht werden.

## Partnergemeinden
- Hochfelden in der Schweiz[9]

## Sehenswürdigkeiten
- Ehemalige Synagoge und ehemaliges jüdisches Schulhaus, in dem sich heute das Heimatmuseum befindet.

## Söhne und Töchter der Stadt
- Albert Wahl (1863–1941), Jurist und Hochschullehrer
- Charlotte Lutz (* 2005); Tischtennisspielerin